# Damarakakelaar
De damarakakelaar (Phoeniculus damarensis) is een vogel uit de familie boomhoppen (Phoeniculidae).

## Verspreiding en leefgebied
Deze soort komt voor in Afrika.
Er zijn twee ondersoorten:
- P. p. damarensis	(Ogilvie-Grant, 1901): in Angola en Namibië.
- P. p. granti (Neumann, 1903) - Grants boomhop: in Kenia.